# Figuig (provincie)
Figuig is een provincie in de Marokkaanse regio Oriental.
Figuig telt 129.430 inwoners op een oppervlakte van 5599 km².

## Grootste plaatsen
| Plaats       | Inwoners (1994) | Inwoners (2004)' |
| ------------ | --------------- | ---------------- |
| Bouarfa      | 19.616          | 25.947           |
| Figuig       | 14.231          | 12.577           |
| Talsint      | 12.695          | 14.651           |
| Beni Tadjite | 12.312          | 14.931           |
| Tendrara     | 11.320          | 12.057           |
| Bouanane     | 10.562          | 10.818           |

Ben Slimane · Khouribga · Settat · El Jadida · Safi · Boulmane · Fez · Moulay Yacoub · Sefrou · Kénitra · Sidi Kacem · Casablanca · Médiouna · Mohammedia · Nouaceur · Assa-Zag · Guelmim · Tan-Tan · Tata · Boujdour · Es-Semara · Lâayoune · Al Haouz · Chichaoua · Essaouira · Kelâat Es-Sraghna · Marrakech · Al Ismaïlia · El Hajeb · Errachidia · Ifrane · Khénifra · Meknès · Berkane · Figuig · Jerada · Driouch · Nador · Oujda-Angad · Taourirt · Aousserd · Oued ed Dahab · Khémisset · Rabat · Salé · Skhirat-Témara · Agadir-Ida-Ou-Tanane · Inezgane-Aït Melloul · Chtouka-Aït Baha · Ouarzazate · Taroudant · Tiznit · Zagora · Azilal · Béni-Mellal · Chefchaouen · Fahs-Bni Mkada · Larache · Tanger-Asilah · Tétouan · Al Hoceima · Taounate · Taza